# إدموند مورتيمر مكدونالد
إدموند مورتيمر مكدونالد هو صحفي وسياسي كندي، ولد في 29 سبتمبر 1825 في كندا، وتوفي في 25 مايو 1874 في هاليفاكس في كندا. حزبياً، نشط في Anti-Confederation Party ‏. وقد انتخب عضو مجلس العموم الكندي.